# キット・カーソン

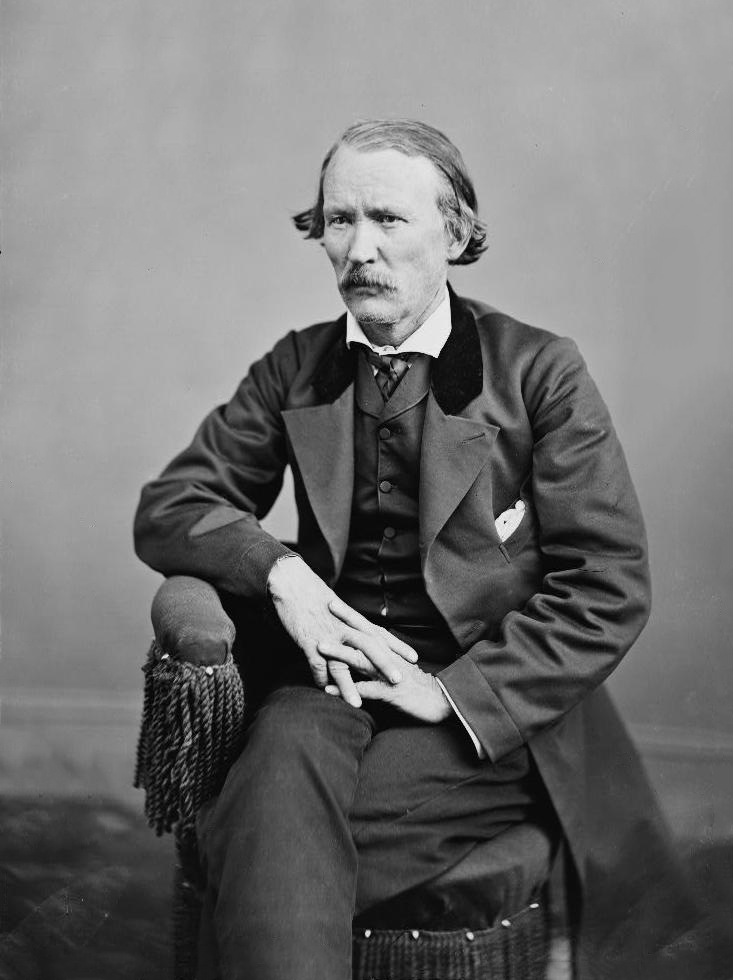
キット・カーソン

キット・カーソン（Kit Carson,1809年12月24日 - 1868年5月23日）、本名クリストファー・ヒューストン・カーソン（Christopher Houston Carson）はアメリカ合衆国西部の開拓者として知られる。

## 若年期
ケンタッキー州マディソン郡のリッチモンド近くで生まれ、ミズーリ州フランクリンで幼少時を過ごす。15歳の時に鞍職人の見習い工として当時メキシコ領だったニューメキシコ州に移住し、そこで交易者と「マウンテンマン（罠猟師）」として独立した。アメリカ合衆国南西部で過ごす間、ガイド、偵察役、インディアンの代理人、羊飼い、農家、牧場主、軍人（後に准将まで昇進）としても活躍した。太平洋までの西部交易路を地図にしたジョン・C・フレモント探検隊のガイドをして、カーソンの評判は上がった。フレモントによると、カーソンは中背で肩幅が広く、胸板が厚く、はっきりした青い目で親しげに話し、慎み深く物静かだったという。

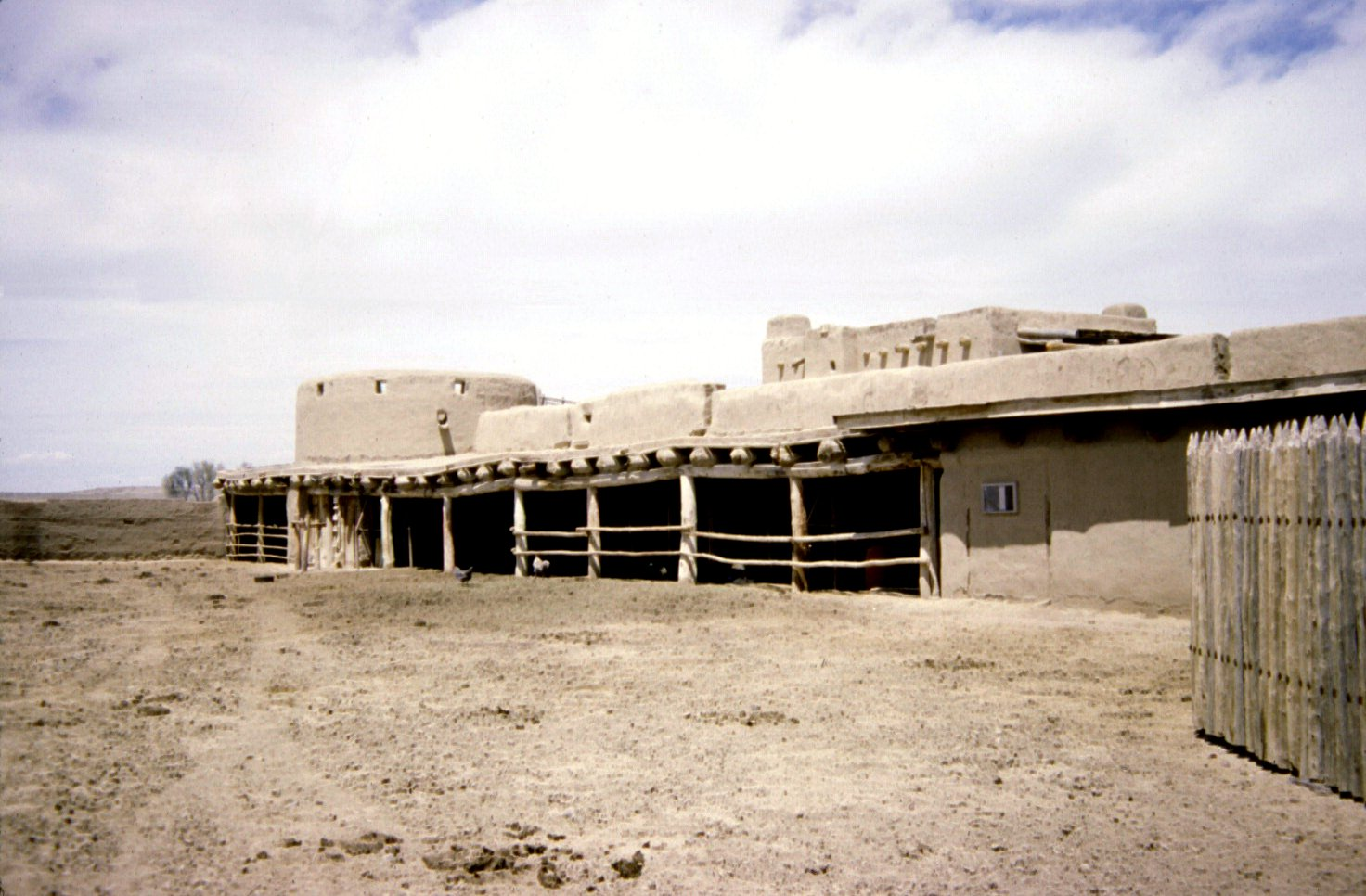
「ベント砦」

罠猟師としてのキャリアの後には、ベント砦（現コロラド州）で猟師になった。その後ジョン・C・フレモントに再会し、1842年、1843年、1845年の3つの遠征のガイドをした。その間にカーソンはニューメキシコ州のタオスにふたたび入植した。アントニオ・ホセ・マルティネス神父の導きを受けて、1842年にカトリック教会の洗礼を受けた。1843年2月6日、彼が34歳の時、3人目の妻として、タオスの名家の出身で14歳のホセファ・ハラミーヨ（Josefa Jaramillo）と結婚した。二人は8名の子供たちを育て、その子孫は現在もコロラド州のアーカンザス川流域に居住している。カーソンは、スペイン語やインディアンの言語に非常に堪能であった。

## 兵役
カーソンは数々の戦争に従軍し、准将にまで名誉進級した。

### 米墨戦争

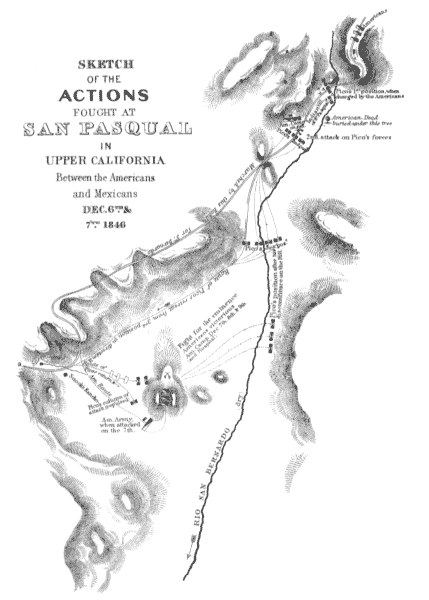
「サンパスカルの戦い」

1846年に米墨戦争が始まると、ジョン・C・フレモントのもとでカリフォルニアのメキシコ人と戦った。フレモントによる間接的な命令で、カーソンは、ポイント・サン・パブロにおいて、賛否両論のある3名のカリフォルニオ人市民の殺害において主導的な役割を務めた。カーソンはまた、スティーブン・W・カーニー将軍と少数のアメリカ人部隊が包囲されたサンパスカルの戦いにおいても戦功をたてた。彼とエドワード・ビール中尉と一人のインディアン斥候は、音をたてないように水筒を捨て、ブーツも脱いだ裸足になってサボテンと岩の間を腹這いで25マイル（約40km）も進み、サンディエゴに到着し、ロバート・ストックトン海軍准将に戦況を報告してすぐさま救援軍を送ることができた。

### 南北戦争
1861年4月に南北戦争が始まると、キット・カーソンはニューメキシコ北部のインディアンの連邦代理人としての役職を辞め、セラン・セント・ブラインによって組織されていたニューメキシコ志願歩兵に参加した。ニューメキシコ準州は公式に奴隷制を許可していたとはいえ、ニューメキシコは地理的にも経済的にも奴隷労働は実用的ではなかったので、州境内にはほんの一握りの奴隷しかいなかった。このため、準州政府と指導者たちは、全員一致で合衆国軍を支援した。
ニューメキシコ方面における合衆国軍の全体的な命令が、正規軍の第19歩兵団のエドワード・キャンビー大佐に下され、サンタフェのマーシー砦を本部とした。この時カーソンは、志願兵の大佐であった。1862年初め、ヘンリー・ホプキンス・シブレー将軍率いるテキサスの連合国軍は、ニューメキシコ準州の侵略にとりかかった。この遠征の目的は、コロラドの金鉱地を征服することと、北部から南部へ、価値のある資源を取り戻すことであった。
1862年2月21日、リオ・グランデ川を上流に前進して、シブレーの軍隊はキャンビーの北軍とヴァルヴァードで衝突した。このヴァルヴァードの戦いは連合国側の勝利で終わった。この戦いの後、キャンビー大佐と正規軍のほとんどは東部戦線へと移動したが、カーソンと彼のニューメキシコ志願兵は、引き続き「インディアン問題」に従事することになった。

### ナバホ戦役

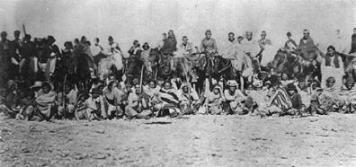
「ロング・ウォーク」でカーソンの捕虜となったナバホ族」

ニューメキシコ地区の新しい連邦司令官、ジェームス・ヘンリー・カールトン准将は、カーソンにナバホ族に対する遠征を率いるように命じた。略奪騎馬部族であるナバホ族は、リオ・グランデ川流域全域に点在するプエブロ族インディアンとヨーロッパ人の新参者を襲い、略奪行為を続けていた。
カールトンの指揮の下、カーソンは焦土作戦を開始した。ナバホ族の家と畑を燃やし、家畜も没収するか殺すかした。彼はナバホ族と敵対する他のインディアン部族、主にユテ族の協力を得た。カーソンはこの同盟を喜んだが、ユテ族たちは、ナバホ族の戦利品を押収できないことを聞かされると早々と協力をとりやめた。

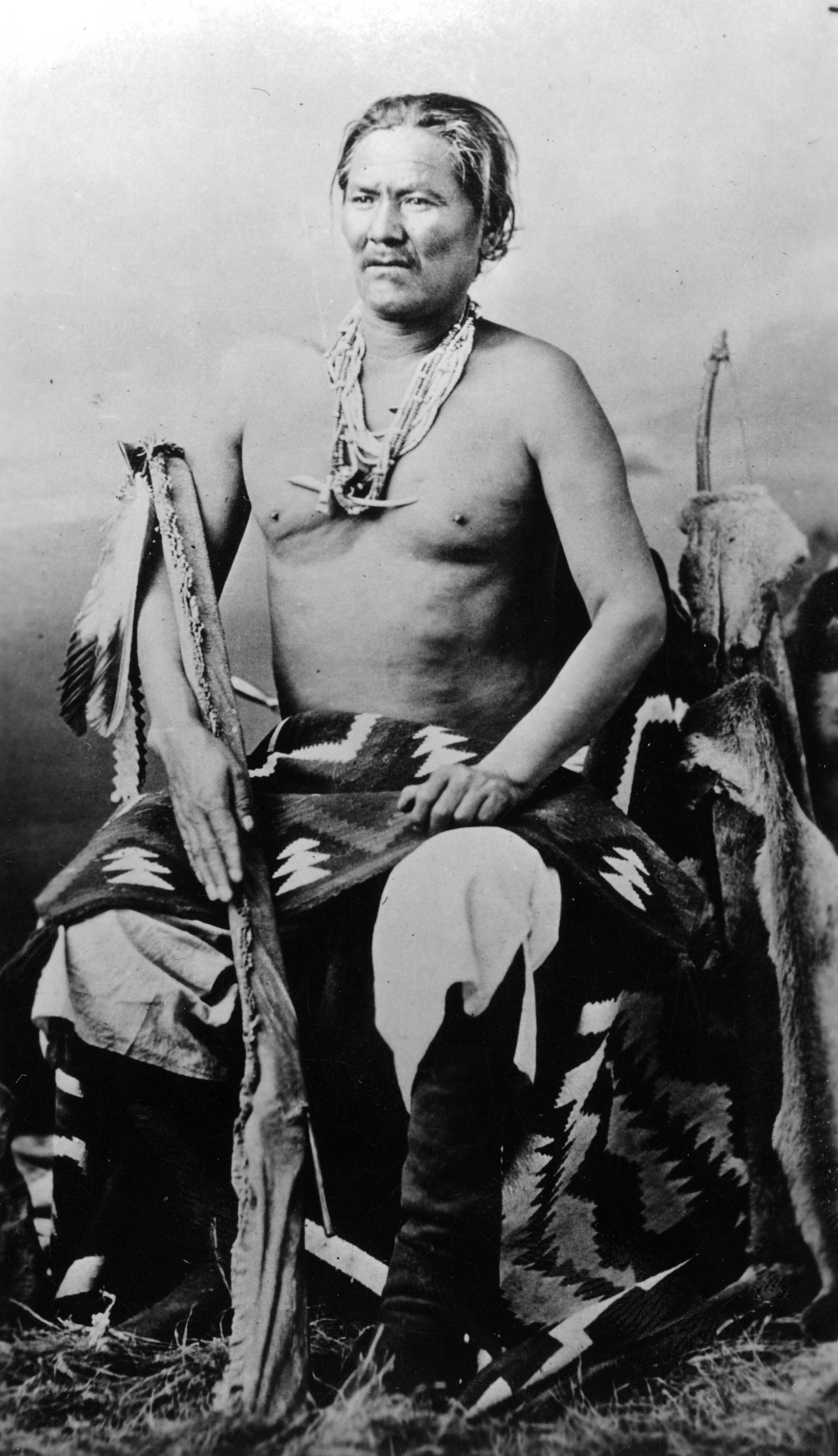
マヌエリト酋長

ナバホ戦役では小さな小競り合いが続き、カーソンは捕らえたすべてのナバホ族を収監した。1864年1月、カーソンはキャニオン・デ・シェイに仲間を送り、マヌエリト酋長を代表とするナバホ族の最後の本拠地を襲わせた。家畜と食物を破壊され、ナバホ族は降参するしかなかった。1864年の春、8000名のナバホ族は、ほとんど徒歩でニューメキシコのサムナー砦まで300マイル(約480km)の距離を移動させられ、少なくとも200名が死んだ。これが有名な「ロング・ウォーク・オブ・ナバホ」である。
1868年、合衆国政府との条約を結び、残ったナバホ族たちはようやく彼らの故地に戻ることを許可され、キャニオン・デ・シェイ周辺を中心にしたナバホ族の故地に戻った。それが今日存在するナバホ族の保留地である。しかしその地には、彼らのいない間に近隣のホピ族が住み着いてしまっており、これが現在も禍根を残す両部族間の係争となっている。

### 南部平原戦役

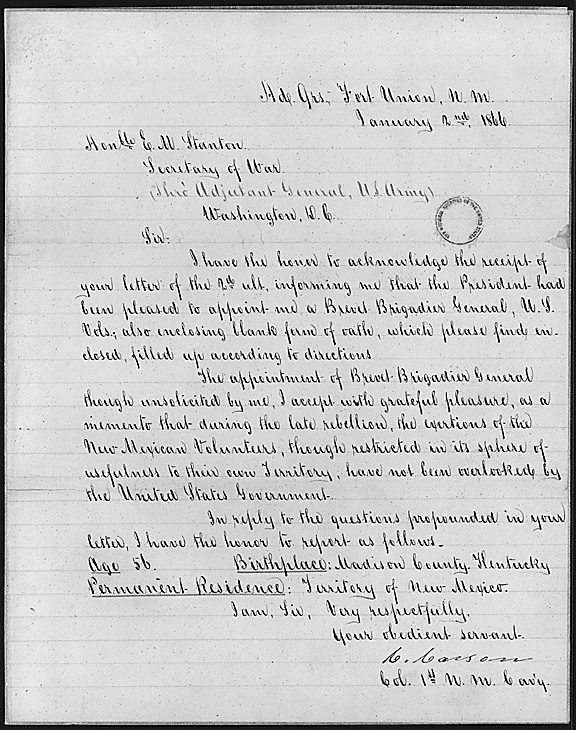
合衆国によるカーソンへの任命書（1866年）

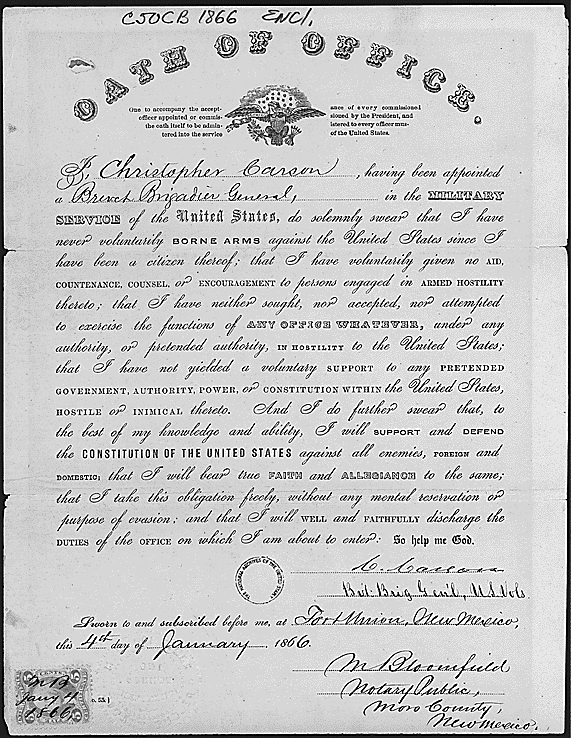
カーソンの宣誓書

1864年11月、カーソンはカールトン将軍により、テキサス西部のインディアン部族との取り引きを命令された。カーソンと彼の騎馬部隊は、ウィリアム・ベントの建てたアドベ建築の交易所と酒場の廃墟、アドビ・ウォールズで1500名以上のカイオワ族、コマンチ族、シャイアン族の連合軍とはち合わせた。このアドビ・ウォールズの戦いでは、ドハサン（Dohäsan）率いるインディアンの連合軍がカーソンの部隊に攻撃をしかけたが、カーソンはインディアンのキャンプとティピーを燃やして手痛い損失を与えた。
この数日後、ジョン・チヴィントン大佐は合衆国軍隊を率いてサンドクリークの虐殺を行った。チヴィントンは、自分はカーソンを越え、すぐ「インディアン殺し」として有名になるだろうと豪語した。カーソンはこの虐殺に激怒し、チヴィントンの行動を公に非難した。しかしながらサンドクリークとアドビ・ウォールズは、どちらも1865年のコマンチ族との停戦条約（リトルロック条約）の締結に一役買った。

## 退役後

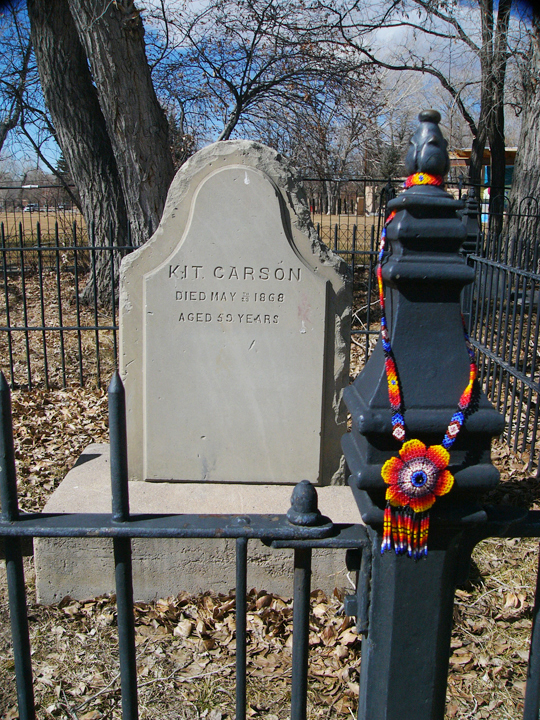
カーソンの墓

南北戦争終了後、インディアン戦役も首尾よく完了し、カーソンは退役して牧場に戻り、最終的にはコロラド州ボグスヴィル（Boggsville、現ラス・アニマス付近）に落ち着いた。カーソンは動脈瘤によって59歳で亡くなり、ニューメキシコ州タオスに埋葬された。

## キット・カーソンにちなむ地名
南西部には、ネバダ州カーソンシティ、コロラド州キット・カーソン郡、ニューメキシコ州のカーソン国有林など、キット・カーソンにちなんだ地名が数多く存在する。

## 関連作品

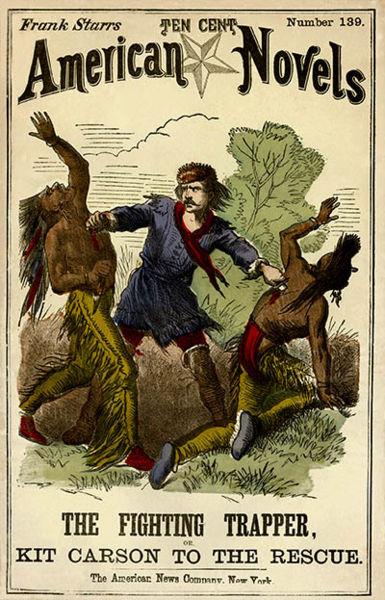
「野蛮人のインディアン」をやっつける勇敢なキット･カーソン。カーソンは死後、三文冒険小説の主人公にもなった（1874年）

「辺境の地で野蛮人のインディアンと渡り合い、開拓者を助ける罠猟師」としてのカーソンのキャラクターは、ジョージ・アームストロング・カスターと並んで、アメリカ白人大衆の格好の英雄像となった。年代の古いものは多くの西部劇映画と同様に、カーソンのキャラクターをロマンチックに美化する一方でインディアンを「白人を襲う残虐な野蛮人」として描くものが多い。

### 小説
- 「クリストファー・カーソン、親しく名の知られた優秀なキット・カーソン（Christopher Carson, familiarly known as Kit Carson、1873年）
- 「フラッシュマンと赤い肌ども」（1982年）
- 「I Ble Aeth Haul Y Bore by Eirug Wyn（1998年）」 - ウェールズ語で書かれた小説。史実に逆らって、カーソンはナバホ族に同情して彼らを助けようとする。

1950年代には、「エイボン出版」、2007年には「ハーパーコリンズ」が恋愛小説にカーソンを登場させている。

### パルプ・マガジンでの連載
- 「キット･カーソン、金掘り人の王子（Kit Carson, Prince of the Gold Hunters、1849年）」
- 「キット･カーソンのすべて、斥候の王様（through Kit Carson, King of Scouts、1923年）」
- 「流れ星のアダライン（Adaline Falling Star、2000年）」
- 「コマンチ族の追跡者」
- 「スィート・ウォーター道で」
- 「オレゴンへの途上で」
- 「開拓者」
- 「長き道」
- 「生皮」

### イラスト・漫画作品
- 「Big Little Book, Kit Carson（1931年）」
- 「クラシックス・イラストレーテッド社」による連載

「ルドルフ宮殿のキット･カーソンの冒険（The Adventures of Kit Carson de Rudolph Palais、1953年）」
「西部の道の先鞭者（Blazing the Trails West）」
- 「野生の開拓者王（King of the Wild Frontier、1955年）」 - 「デル・コミックスによる連載
- 「シックス・ガン・ヒーローズ・コミックス」での掲載（1957年、1958年、1963年）
- 「ボーイズライフ」誌での連載（「キット・カーソンの古き時代の物語」、1951年3月～1953年5月）
- 「ウォルト・ディズニー・コミックダイジェスト」での連載（1970年）

このほか、イギリスとフランスで1954年～1960年代に、少なくとも350冊のキット･カーソンを主人公とする漫画が出版されている。

### 映画作品
- 「キット･カーソン」（Kit Carson、1903年、1928年、1940年）
- 「キット・カーソンと戦い」（Fighting with Kit Carson、1933年）
- 「彩られた駿馬」（The Painted Stallion 、1937年）
- 「キット･カーソンの帰還（The Return of Kit Carson、1947年）
- 「キット・カーソンと行く陸路（Overland with Kit Carson、1939）
- 「キット･カーソンと罠猟師たち（Kit Carson and the Mountain Men、1977年）

### テレビ作品
- 「キット･カーソンの冒険」（1951～1955年）
- 「夢の西部」（1986年のドキュメンタリードラマ）
- 「カーソンとコディー、猟師の英雄」（2003年、ヒストリーチャンネル）
- 「キット･カーソン」（2008年、PBSテレビ）